# Старокримське водосховище (Донецька область)
Старокримське водосховище (також Кальчицьке водосховище) — руслове водосховище в Україні, розташоване в Донецькій області на 23 км річки Кальчик. Створ дамби розташоване в селищі Кам'янськ (Маріуполь) Донецької області. Площа водної поверхні — 6 км ², довжина — 25 км, найбільша глибина сягає 22 метрів. Висота водного дзеркала над рівнем моря — 39,8 метрів. У водосховище впадає річка Калець.
Водосховище було створено в 1952 році, площа його водозбору складає 1113 км. Використовується для водопостачання Маріуполя.